# Brigitte Yengo
Sister Brigitte Yengo là một nữ tu Roman Catholic Congo, và người đứng đầu của trẻ em Chị Yengo của, Inc., một tổ chức từ thiện được thành lập để hỗ trợ dân số của châu Phi cận Sahara.

## Mốc thời gian
- 1979 - Left Pointe Noire đi học ở Paris và Le Havre[cần dẫn nguồn]
- 1981 - Trở thành một nữ tu và là thành viên của hội chị em nhà thờ Đức Bà Mân côi [1]
- 1987 - Kiếm được bằng chiropractic của cô từ Đại học Khoa học Y tế Quốc gia (NUHS) [1]
- 1991 - Kiếm được bằng y khoa từ Đại học Congo [1]
- 1997 - Bệnh viện bị đánh bom trong cuộc nội chiến ở Congo [cần dẫn nguồn]
- 1998 - Bắt đầu làm việc tại thành phố New York với con của những bà mẹ đơn thân bị giam giữ [1]
- 2004 - Trở về Cộng hòa Congo vào năm 2004 để thành lập phòng khám và bệnh viện của cô [1]

## Thành lập
Sister Yengo's Children là một tổ chức từ thiện 501 (c) 3 được thành lập để giúp đỡ những người có nhu cầu ở châu Phi cận Sahara, đặc biệt là ở Cộng hòa Congo. Dưới sự lãnh đạo của Chị Brigitte Yengo, tổ chức này đã gây quỹ để duy trì hoạt động của trại trẻ mồ côi ở Brazzaville, phát triển các chương trình tự cung cấp và mua thiết bị cho các nạn nhân bại liệt, mù lòa và các khuyết tật khác. 

## Ấn phẩm
De l'Afrique noire à l'Europe: 

## Vị trí
Giám đốc chương trình Thế vận hội đặc biệt cho Cộng hòa Congo và Cộng hòa Dân chủ Congo  - Thế vận hội đặc biệt được tổ chức tại Trung Quốc 2008 

## Công trinh
- De l'Afrique noire à l'Europe: L'avoji d'une jeune religieuse noire [Từ Châu Phi Đen đến Châu Âu: Câu chuyện về một nữ tu da đen trẻ tuổi]. Brussels: SIEM, 1981.